# III. András magyar király
III. (Velencei) András (más alakváltozatban: Endre) - (Velence, 1265 – Buda, 1301. január 14.) Magyarország királya 1290 és 1301 között. Apja István herceg, II. András király utószülött fia, anyja Morosini Tomasina, egy velencei előkelő család leánya. III. András halálakor Ákos nembéli István nádor az „Árpád-ház utolsó aranyágacskája”-ként búcsúztatta. Ezért gyakran nevezik az utolsó aranyágacskának, miután ő volt az utolsó Árpád-házi király. Származása okán hívják még Velencei Endrének is.

## III. András származása és magyar trónra kerülése

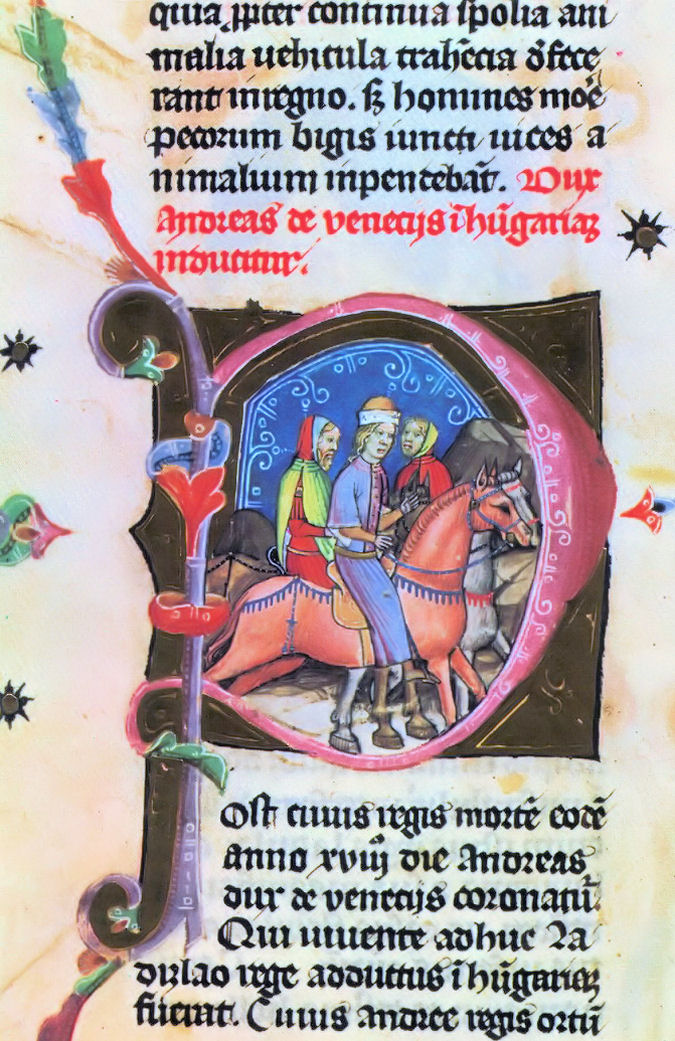
III. András Magyarországra jön. Miniatúra, Képes krónika

II. András magyar királynak halála után utolsó feleségétől, Estei Beatrixtól született egy fia, akit Istvánnak kereszteltek és később – mivel apja halála után született – Utószülött Istvánnak is neveztek. II. Andrásnak ez a harmadik felesége a személyét körülvevő ellenséges légkör miatt kénytelen volt Itáliába menekülni és gyermekét menekülés közben német földön szülte meg. A magyar udvari szóbeszéd szerint a gyermek nem az idős II. Andrástól származott, hanem az egyik főúrtól Apodfia Dénestől, aki a királynéval tiltott viszonyt folytatott. IV. Béla nem ismerte el testvérének Istvánt, és Magyarországon az a hiedelem tartotta magát, hogy István nem „igazi” Árpád-házi herceg.
Beatrix 1254-ben meghalt. Árván felnőtt fia kalandos életút során végül az előkelő velencei Morosini családba nősült és 1265-ben született fiát Andrásnak keresztelték. A választott név is mutatja, hogy bár Magyarországon kétségbe vonták István „szent királyok nemzetségéből” való származását, Utószülött István azonban számon tartotta azt. Ezt az is mutatja, hogy 1271-ben végrendeletében fiára hagyta a Szlavónia hercege címet, melyet ő is viselt és jogcímül szolgálhatott egy magyarországi országrész birtoklására, illetve adott esetben a magyar trón öröklésére. A gazdag Morosini családban úgy is nevelték Andrást, mint királyi herceget, aki egyszer majd elnyeri a magyar koronát.
Az, hogy András neve a magyar trón betöltésében reálisan szóba kerülhetett, nem hercegi neveltetésének, hanem a közben Magyarországon történt eseményeknek tulajdonítható. Az országban kialakult anarchia eredményeként a hatalomból éppen kiszorult tartományurak többször kísérleteztek – IV. László ellenében – ellenkirály állításával, és mikor IV. László András nevű öccse 1278-ban meghalt, a figyelem a Velencében élő András felé fordult. E figyelem is mutatja, hogy bár Magyarországon az Árpádok hatalma megrendült, mégsem kérdőjelezte meg senki, hogy a királynak ebből a családból kell kikerülnie. András IV. László uralkodása alatt kétszer is járt az országban, de mindkétszer távozni kényszerült.  Második ittlétekor, 1290 nyarán Hahót nemzetségbeli Arnold comes zalai várúr kiszolgáltatta az ifjú herceget Habsburg Albert osztrák hercegnek, így Kun László halálakor Bécsben volt házi őrizetben. A magyar politikai élet szinte összes szereplője meglepően gyorsan elnyomta származásával kapcsolatos kételyeit és egységesen kiállt András herceg királysága mellett. Az egység azonban eltérő indítékokat takart: a főurak folytatni kívánt politikai játszmáik eszközét látták a jövendő királyban, míg az egyház és a nemesség a feudális állam regenerálását és valós, vagy vélt jogaik érvényesítését várták az új uralkodótól.
Lodomér érsek két szerzetes megbízottja álruhában szöktette Andrást Bécsből Magyarországra és 1290. július 23-án Székesfehérvárott megtörtént a koronázás. A magyar szokásjognak megfelelő koronázási szertartás egy új mozzanattal bővült: az uralkodónak esküt kellett tennie egy felolvasott koronázási hitlevélre, melynek főbb pontjai szerint az egyház hű fia lesz, üldözi az ország rablóit és gyújtogatóit, gyarapítja Magyarországot és visszafoglalja elfoglalt részeit. 

## III. András uralkodása

### A magyar királyi hatalom 1290 körül
III. András trónra lépésekor már súlyosan előrehaladott állapotban volt az a folyamat, amelynek eredményeként az ország jelentős részei valójában nem a király, hanem az adott területen birtokokat felhalmozó főúr hatalma alatt állottak.  Ezek a főurak – a későbbi tartományurak, kiskirályok vagy oligarchák – valójában már királyként viselkedtek saját területükön: háborúkat viseltek egymás – és sokszor a király – ellen, saját katonai erővel rendelkeztek és többen önálló külpolitikát is folytattak. Jellemző a viszonyokra, hogy míg IV. Béla halálakor a várak több mint harmada volt királyi kézen, addig 1290 körül alig több mint ötöde, és a négy legerősebb tartományúri család együttesen több várat birtokolt, mint a király. András külföldről sem remélhetett segítséget, bár a koronázása körüli időszakban házasságra lépett Fenenna lengyel hercegnővel, apósa maga is száműzetésben élt, így számottevő fegyveres erővel nem rendelkezett. Ilyen körülmények között különösen szüksége volt III. Andrásnak a klérus és a nemesség támogatására.
Jelentősen erősítette a király pozícióit, hogy egyértelműen mellé állt Csák Máté, a Kőszegi családot pedig egy ügyes házassággal kötötte magához — egy Turcho nevű rokona feleségül vette Kőszegi Henrik leányát. András magyar királlyá koronázását még az egyházi vezetés és néhány tartományúr összefogásának köszönhette, a koronázás után azonban egy másfajta szövetség kezdett kialakulni, az egyház, a nemesség, és a király között. A politikai jelentőségét növelni kívánó nemesség számára különösen kedvező volt az itáliai korai rendi állammodellt ismerő király.

### Az óbudai program
A törekvések megfogalmazása az 1290. szeptember elején Óbudán tartott országgyűlésen történt, melyet egy harmincnégy cikkelyből álló, királyi kettőspecséttel ellátott dekrétum kiadása követett. Ezt a dekrétumot szokás III. András első törvénykönyveként említeni.
A cikkelyek tartalma egyértelműen mutatja, hogy a gyűlés hangadói a klérus és a nemesség voltak. A harmincnégy cikkelyből tizenkilenc közvetve vagy közvetlenül a magánhatalmat kiépítő főurak ellen szólt és számos cikkely hívatott megerősíteni az egyház   és a nemesség jogait. A dekrétum eltiltotta a királyt örökös ispánságok és teljes megyék adományozásától,  intézkedett a IV. László uralkodása alatt jogtalanul szedett vámok eltörléséről és elrendelte a IV. László idején tett birtokadományok felülvizsgálatát. 
A birtokadományok felülvizsgálatát egy  – a két érsekből, a püspökökből és az országgyűlés által delegált nemesi tanácsosokból álló – testület végezte volna el. A nemességben mindemellett már ekkor felmerült az országtanács ellenőrzésének gondolata, mert megígértette a királlyal, hogy országos hatáskörű vezetőt – nádort, tárnokmestert, alkancellárt és országbírót – csak a nemesség tanácsa alapján nevez ki.
Az országgyűlésen tehát egy európai mércével mérve is korainak tekinthető rendi állam körvonalazódott, a program és a realitások között azonban – mint röviddel a gyűlés után nyilvánvalóvá vált – nagy volt a feszültség. Az országtanácsot ugyanaz a főúri csoport tartotta a kezében amely IV. László utolsó éveiben alakult ki és András királyságát is egyáltalán lehetővé tette. Így röviddel a gyűlés után a király már kénytelen volt a határozatokkal ellentétben cselekedni, örökös ispánságot és országos méltóságot adományozott azoknak, akik tevékenysége ellen az óbudai programpontok irányultak.
A király felismerte a helyzetének ellentmondásos voltát és próbálta politikai bázisát szélesíteni: 1291. február 22-én a gyulafehérvári gyűlésen újra kiadta az óbudai végzéseket, azzal a kiegészítéssel, hogy  a birtokos és „nemesi módra viselkedő” erdélyi szász vezető réteget – a gerébeket – a nemességgel azonos szintre emelte. A fennmaradt oklevelek – például a Torda és Pozsony, illetve a regensburgi kereskedők számára 1291-ben kiadott kiváltságlevél – alapján ismert, hogy András felismerte a városok és a kereskedelem jelentőségét is. A kísérlet a rendi erők bevonására a politikai életbe még a korábbi folyamatok továbbélésének is tekinthető, azonban a kereskedelem és városiasodás fejlesztése már mindenképpen a Velencében nevelkedett király önálló kezdeményezése volt. Kedvező előjelekkel indult tehát III. András uralkodása, azonban kellő erő hiányában nem tudott új irányt szabni az eseményeknek. A koronázást követő konszolidáció 1292 táján megtört. Mint az azt megelőző néhány évtizedben már többször előfordult, a bizonytalan külpolitikai helyzet hatott vissza a belviszonyokra és okozott változást.

### Külpolitikai nehézségek
A III. András uralkodásához fűzött reményeket kezdettől beárnyékolta az uralkodó ingatag külpolitikai helyzete. Míg az országon belül elismerték uralmát, addig külföldön IV. László halála után szinte egyszerre mozdult meg minden olyan hatalom, amelynek érdekében állt az Árpád-ház kihaltnak nyilvánítása. IV. Miklós pápa a magyar trón betöltésének jogát a Szentszéknek igényelte, azzal az indoklással, hogy Szent István a korona elfogadásával elismerte a pápai hűbért. A nápolyi Anjouk sem ismerték el András királyságát és leányági örökösödés címén maguknak követelték a magyar koronát. Kun László halála után Habsburg Rudolf német király Magyarországot megürült hűbérnek nyilvánította és 1290. augusztus 30-án kelt oklevelében fiának, Albertnek adományozta. Rudolf arra alapozta igényét, hogy a tatárjárás idején IV. Béla katonai segítség fejében hűbérül ajánlotta fel Magyarországot. Rudolf nem vette figyelembe, hogy a tatárjárás idején II. Frigyes nem küldött segítséget IV. Bélának, így a felajánlás is semmissé vált.

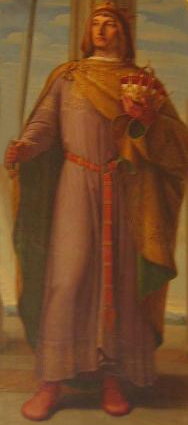
Habsburg Albert osztrák és stájer herceg, német király, III. András ellenfele, majd apósa és szövetségese

A három ponton is fellépő külső fenyegetések közül a Habsburgoké volt a legközvetlenebb. A Lodomér érsek vezette magyar klérus óvatosan, de visszautasította a pápa elméletét, az Anjouknak – elsősorban a távolság miatt – idő kellett, hogy igényük gyakorlati érvényesítését megszervezzék, András azonban már egyébként is kötelezettséget vállalt a nyugati országrészek visszaszerzésére, így a magyar osztrák ellentét 1291 közepén fegyveres konfliktusba ment át.

### A magyar–osztrák háború és a hainburgi béke
A – bizonyosan túlzó – krónikák szerint a mintegy nyolcvanezer fős magyar sereg július 18-án lépte át az osztrák határt és – a nyugat felé indított hadjáratok hagyományait követve – különféle irányokba előretörve pusztította az osztrák területeket. Nagyobb csatára nem került sor, két kisebb erőkkel vívott ütközet – Nagyszombat és Bécs mellett – magyar győzelemmel végződött.
Eközben Albert apja, Habsburg Rudolf 1291. július 15-én meghalt és a választófejedelmek – tartva a Habsburgok megnövekedett hatalmától – nem Albertet szándékozták német királlyá választani. Így egyik félnek sem állt érdekében a háború folytatása és 1291. augusztus 26-án Hainburgban megegyezés jött létre a béke feltételeiről, melyre augusztus 28-án a két uralkodó letette az esküt. A béke értelmében Albert kötelezte magát az elfoglalt magyar várak és területek visszaadására, III. András viszont beleegyezett, hogy a visszaadott várak többségét Ausztria biztonsága érdekében leromboltatja. A hainburgi béke voltaképpen külpolitikai siker volt, ez a siker azonban a belpolitikában a visszájára fordult. A Kőszegiek visszakapták elvesztett váraikat, azonban tartományúri hatalmuk megtartása érdekében nem szándékoztak lerombolni azokat.

### A konszolidáció bukása
1292 elejére az Anjou-udvar megtalálta a magyar tartományurak megnyerésének és így a magyar trón megszerzésének hatékony eszközét. Január 6-án ünnepélyes külsőségek között Mária királyné Magyarországot fiára Martell Károly salernói hercegre ruházta, aki felvette a „Magyarország királya” címet és az Andrástól elpártolni hajlandó magyar főurak számára hűbérbirtokokat kezdett adományozni. 
A magyar birtokjog nem ismerte a nagyhűbéresi státuszt, de az Anjouk jól megértették, hogy voltaképpen ez a státusz az, amelynek elérését egy tartományúr reális célként kitűzhetett maga elé, mert ezzel gyakorlatilag legitimálhatta hatalmát. Így kapta hűbéradományként az Anjouktól többek között Kőszegi Iván Vas és Sopron megyét, Subić Pál Horvátországot és IV. István Dragutin, Árpád-házi Katalin férje a szlavón hercegséget. Az Anjouk valójában nem voltak birtokában az adományozott területeknek, de az adomány ténye már elégnek bizonyult ahhoz, hogy az adományozottak szembeforduljanak III. Andrással. Elsőként a királyt a magyar trónhoz juttató Kőszegiek lázadtak fel, akik az átpártolással váraik leromboltatását is el akarták kerülni. Az események ettől kezdve a IV. László idejéből ismert módon folytak. A Kőszegiek ellen haddal induló uralkodó kellő erő hiányában nem mert megütközni Kőszegi Ivánnal, majd a békekötés után visszafelé vonuló királyon rajtaütöttek a lázadók és kíséretével együtt foglyul ejtették. Az ország koronás uralkodója ismét fogoly lett, a belviszonyok ismét visszazuhantak az anarchia állapotába. Nyilvánvalóvá vált tehát, hogy a feudális állam előző két évtizedben tapasztalt működési zavarai IV. László botrányai nélkül is folytatódnak. Bár András rövid időn belül kiszabadult, a merényletet nem követte bosszú és Kőszegi Iván ispáni méltóságait is megtarthatta.
A következő öt év a királyi hatalom ismétlődő próbálkozásaival telt el. András visszakényszerült a régi módszerekhez: megpróbálta királyhűséget mutató bárókkal körülvenni magát, de az ismételten megújuló lázadásokkal szemben – bár részleges sikereket elért – mindig kompromisszumokra kényszerült. Ebben az időszakban kezdtek körvonalazódni a 14. század elejére kialakuló tartományok. Elsősorban a Kőszegiek és Csák Máté tartományúri hatalma keresztezte a központi hatalom törekvéseit.
A helyzeten az sem segített, hogy a lázadásokat Nápolyból támogató Anjouk tevékenysége rövid időre szünetelt, mert Martell Károly 1295-ben meghalt. Gyökeres változás történt a magyar osztrák kapcsolatokban is: Az 1292-ben német királlyá választott Nassaui Adolf ellen készülő Habsburg Albertnek támogatókra volt szüksége és Endrének is előnytelen volt a Kőszegiek szomszédságában lévő ellenséges hercegség, így a kölcsönös érdek létrehozta a még osztrák és stájer herceg Albert és a magyar király szövetségét. A szövetség megpecsételéseként 1297-ben feleségül vette Albert leányát, Ágnest (András első felesége, Fennena 1295-ben meghalt). Albert támogatást adott Endrének a Kőszegiek elleni harcokban, cserében Albertet magyar csapatok segítették az 1298. július 2-ai göllheimi csatában, ahol Nassaui Adolf elesett, és a győzelem Albertet a német királyi trónhoz segítette. Mindez azonban a belpolitikában semmilyen változást nem okozott.
Komoly veszteséget jelentett András számára Lodomér esztergomi érsek 1298 januárjában bekövetkezett halála, mert az új érsek, Bicskei Gergely nyíltan a pápa és a nápolyi Anjouk mellé állt.

### A pesti országos gyűlés
Mint már IV. László uralkodásakor is előfordult, az eseményeket nem a király fellépése mozdította ki a holtpontról, hanem a klérus és a nemesség kezdeményezése.
1298. augusztus 5-én a Bolognában tanult jogtudós János kalocsai érsek vezetésével létrejött országos gyűlés a pesti domonkosok kolostorában ült össze és fő célja az volt, hogy cselekvő királyi hatalmat állítson az anarchiával szemben. A gyűlést ismét pontokba szedett dekrétum kiadása követte, melyet III. András második törvénykönyvének is szoktak nevezni. 
A gyűlésen – melyen sem Bicskei Gergely esztergomi érsek, sem a bárók nem jelentek meg – megállapították, hogy az 1290-es határozatokból szinte semmi nem valósult meg, mégpedig azért mert „a király úr” „lagymatagsága” folytán nem volt képes azoknak érvényt szerezni. A kialakult állapotokat, a király tekintélyvesztését hűen tükrözi a dekrétum első cikkelye:
1. A király iránti tiszteletről
Hogy András urat, aki királyi nemzetségből származik, úgy tiszteljük, mint az ország törvényes urát. (Szilágyi Loránd fordítása) 
A gyűlés jelentős jogászi reformmunkálatokat végzett. Jogilag megfogalmazták, hogy mit is kell érteni hatalmaskodáson és jogi úton hogyan kell fellépni ellene.
A gyűlés egyúttal kötelezte a királyt a megajánlott reformok végrehajtására. A végzeményeket egyébként is – csaknem kiforrottan – áthatotta a rendiség szemlélete, így gyakorlatilag az Anjou-kori fejlemények előzményének tekinthető.
A királynak azonban, ahhoz, hogy szakítson „lagymatagságával” és a rendi reformjavaslatokat átvigye a gyakorlatba, katonai erőre lett volna szüksége és a gyűlés éppen ennek megszerzésére nem tett javaslatot.

### A központi hatalom stabilizálása
III. András ezért a gyűlés után szokatlan és a végzeményekkel némileg ellentétes lépésre szánta el magát: öt bárójával – Ákos István országbíróval, Balassa Demeter zólyomi és pozsonyi ispánnal, Rátót Domokos tárnokmesterrel és az egyúttal nádorrá kinevezett Aba Amadéval – szabályos magánjogi szerződést kötött. E szerződések gyakorlatilag semmiben nem különböztek a nyugati hűbérszerződésektől. A kiszemelt bárók maguk is kisebb tartományúri hatalommal rendelkeztek, és a szerződés segítségével szembefordíthatóak voltak a két legnagyobb tartományi hatalommal, Csák Mátéval és a Kőszegiekkel. A király a rendi reformjavaslatok végrehajtásához szükséges erőt úgy biztosította, hogy megkezdte a nagyhűbéres rendszer kiépítését, tehát a magyar történelemben – más országoktól eltérően – a rendi és a hűbéri törekvések egyszerre jelentkeztek a 13. század végén.
Az új alapokon stabilizált központi hatalomnak végül sikerült behódolásra kényszeríteni fő ellenfeleit. 1299 első felében Kőszegi Miklós és Kőszegi Henrik, majd 1300-ban Kőszegi Iván és Csák Máté is hűségét nyilvánította III. András iránt. A királyhűségre térések nyilvánvalóan nem voltak őszinték, azonban mutatják az erőviszonyok megváltozását és az 1298-ban bevezetett reformok életképességét. A Kőszegi családot ráadásul ügyes házassággal kötötte magához — egy Turcho nevű rokona feleségül vette Kőszegi Henrik leányát.

### III. András halála
1299-re ismét megélénkültek az Anjou diplomácia magyar trón irányába tett erőfeszítései, az új királyjelölt Martell Károly fia, Caroberto (a későbbi Károly Róbert) lett. A tengermelléki Šubićokat sikerült is megnyerni, így II. Károly nápolyi király 1300 augusztusában Magyarországra küldte unokáját. Petrus de Bonzano (1300. szeptember 18.), a király római követe szerint András „értesült ugyan Károly unokájának érkezéséről, de nem törődött vele”. Feltehetően bízott saját növekvő erejében és az időközben német királlyá választott Albert támogatásában. Ugyancsak Bonazano Rómából azt jelentette királyának, hogy „Károly király unokáját a pápa úrnak és bíboros barátainak tanácsa és akarata ellenére küldötte oda, és hogy a pápa úr [nem ad neki] semmiféle segítséget, s az egész udvar oktalanságnak tartja, hogy a mondott király oda küldte őt”. — és valóban: András uralkodása alatt az ifjú Carobertónak nem volt érdemi befolyása a magyar politikára. III. András azonban 1301. január 14-én váratlanul elhunyt. A rövidesen elterjedő hír szerint megmérgezték, de valószínűbb, hogy valamilyen gyorsan ölő betegség okozta halálát. Lehetséges, hogy anyja, Tomasina alig egy hónappal előbb bekövetkező halála törte meg a királyt. Szilágyi Sándor szerint: „1301. január 13-án még adományoz a margitszigeti apácáknak; egy nappal később elhunyt. Halálát méregnek tulajdonították, épp úgy mint anyjáét, ki néhány hónappal előtte halt meg.”
Meghalt András, Magyarország jeles királya, az utolsó aranyágacska, amely atyai ágon Szent István királynak, a magyarok első királyának a nemzetségéből, törzséből és véréből sarjadt. Halálát mint Rachelét siratván meg, az ország népei azon gondolkodtak: hogyan és miképpen találhatnának maguknak az isteni kegyelem gondoskodása folytán a szent király véréből származó új uralkodót.
András halála nagy csapást jelentett az országnak. A létrejött hatalmi űr az országot történelmének egyik legsúlyosabb válságába sodorta.

## Az Árpád-ház kihalása
III. András Árpád-házi származása a mai napig kétségeket ébreszt és feltehetően nem is fognak előkerülni olyan bizonyítékok, amelyek e kétségeket eloszlathatnák. Lehetséges, hogy 1290. július 10-én Körösszeg mellett nem csak a keleti nomád fejedelmet imitáló IV. László élete ért véget, hanem egyben a nagy múltú dinasztia is kihalt. A történészek túlnyomó része azonban III. Andrást az Árpád-dinasztiából származónak tekinti és a dinasztia fiúágának kihalását is III. András halálának napjában adja meg. 1303-ban Ákos István nádor az "utolsó aranyágacska" kifejezéssel búcsúztatta III. Andrást, akihez annak elhunytáig hű maradt.
Természetesen nem zárható ki, hogy a dinasztiának voltak olyan fiági leszármazottai, akikről semmilyen forrás nem szól, az Árpád-ház férfi ágának továbbélése ellen szól az a tény azonban, hogy közülük 1301 után sem próbálta senki jogos örökösödési igényét érvényesíteni. 